# Rude Kids
Rude Kids var ett svenskt punkrockband med medlemmar från stockholmsförorten Hagsätra. Bandet var aktivt mellan 1977 och 1984.

## Historik
Bandets debutsingel "Raggare Is a Bunch of Motherfuckers", som de spelade in själva, trycktes upp av skivbolaget Polydor. Rude Kids var det första svenska punkbandet att släppa en skiva via ett skivbolag istället för att trycka upp skivorna själva, något de ibland blev kritiserade för. Polydor släppte också skivan "Stranglers" och LP:n "Safe Society" åt Rude Kids.
Deras skivor fick bra recensioner av tidningarna och de spelade i London ett par gånger. En av dessa gånger var som förband åt Madness då de blev anfallna av detta bands skinheadspublik.
När Rude Kids 1980 skrev på för skivbolaget Sonet hade de ett popigare sound, jämfört med deras tidigare mer råa rockinspirerade musik. Norska rockbandet Turbonegro har spelat in en cover av låten "Raggare Is a Bunch of Motherfuckers", som ofta framförs under deras liveframträdanden.

## Medlemmar
- Björn "Böna" Eriksson - Sång
- Lasse Olsson - Gitarr
- Ola "Spaceman" Nilsson - Bas
- Lasse "Throw It" Persson - Trummor
- Nils Hisse Hallström - Gitarr
- Janne Strindlund - Orgel

## Diskografi
- Raggare Is a Bunch of Motherfuckers (Polydor EP - 1978)
- Stranglers (If It's Quiet Why Don't You Play) (Polydor EP - 1978)
- Absolute Ruler (Polydor EP - 1979)
- Safe Society (Polydor LP  - 1979)
- Safe Soceity (Bootleg LP)
- Punk Will Never Die (Bootleg LP)
- Safe Society (Polydor Kassett - 1979)
- Next Time (I'll Beat Björn Borg) (Sonet EP - 1980)
- 1984 Is here to stay (Sonet MP - 1981)
- Spådd i handen (Smash EP)
- Pallisades Park (Smash EP)
- När sommaren hittat till stan (Smash EP)
- The Worst of Rude Kids (Distortion CD - 1998)